# Walther Koransky
Walther Koransky (* 8. September 1889 in Karlsruhe; † 3. Dezember 1963 in Berlin) war ein deutscher Jurist und Politiker (parteilos). Vom 3. Februar 1948 bis zum 3. Oktober 1949 leitete er in Württemberg-Baden das Ministerium für politische Befreiung im Kabinett Maier II. Von 1955 bis 1958 war er Präsident des Staatsgerichtshofs für das Land Baden-Württemberg.

## Leben
Koransky wurde 1889 in Karlsruhe als Sohn des Fabrikanten Seligmann Koransky geboren. Nach der Reifeprüfung im Jahre 1908 und studierte Rechtswissenschaften an den Universitäten Heidelberg, Strassburg, Berlin und Freiburg. Nach Ablegung der beiden juristischen Staatsprüfungen trat er im November 1918 in den badischen Justizdienst, in welchem er in den folgenden Jahren als Gerichtsassessor, Staatsanwalt und Amtsrichter tätig war. Zwischen 1929 und 1933 war er Landgerichtsrat und Untersuchungsrichter; dann wurde er im Jahr 1933 auf Grund des Gesetzes zur Wiederherstellung des Berufsbeamtentums als jüdischstämmiger Katholik in den Ruhestand versetzt.
In den Jahren 1935 bis 1938 und in der Zeit von 1944 bis 1946 arbeitete Koransky bei Versicherungsgesellschaften. 1946 wurde er Landgerichtsdirektor in Karlsruhe. Im darauffolgenden Jahr wurde er Ministerialrat, bald darauf Ministerialdirektor und im Februar 1948 geschäftsführender Leiter des württemberg-badischen Ministeriums für politische Befreiung. Am 22. Juni 1955 wurde er durch den Landtag von Baden-Württemberg zum Richter am Staatsgerichtshof für das Land Baden-Württemberg gewählt, dessen Präsident er wurde. 1958 wurde er in diesem Amt von Hans Neidhard abgelöst.
Koransky war verheiratet mit Ida Pfundstein, sie hatten die Tochter Irene Romano und den Sohn Wolfgang Koransky.